# ビジター応援席

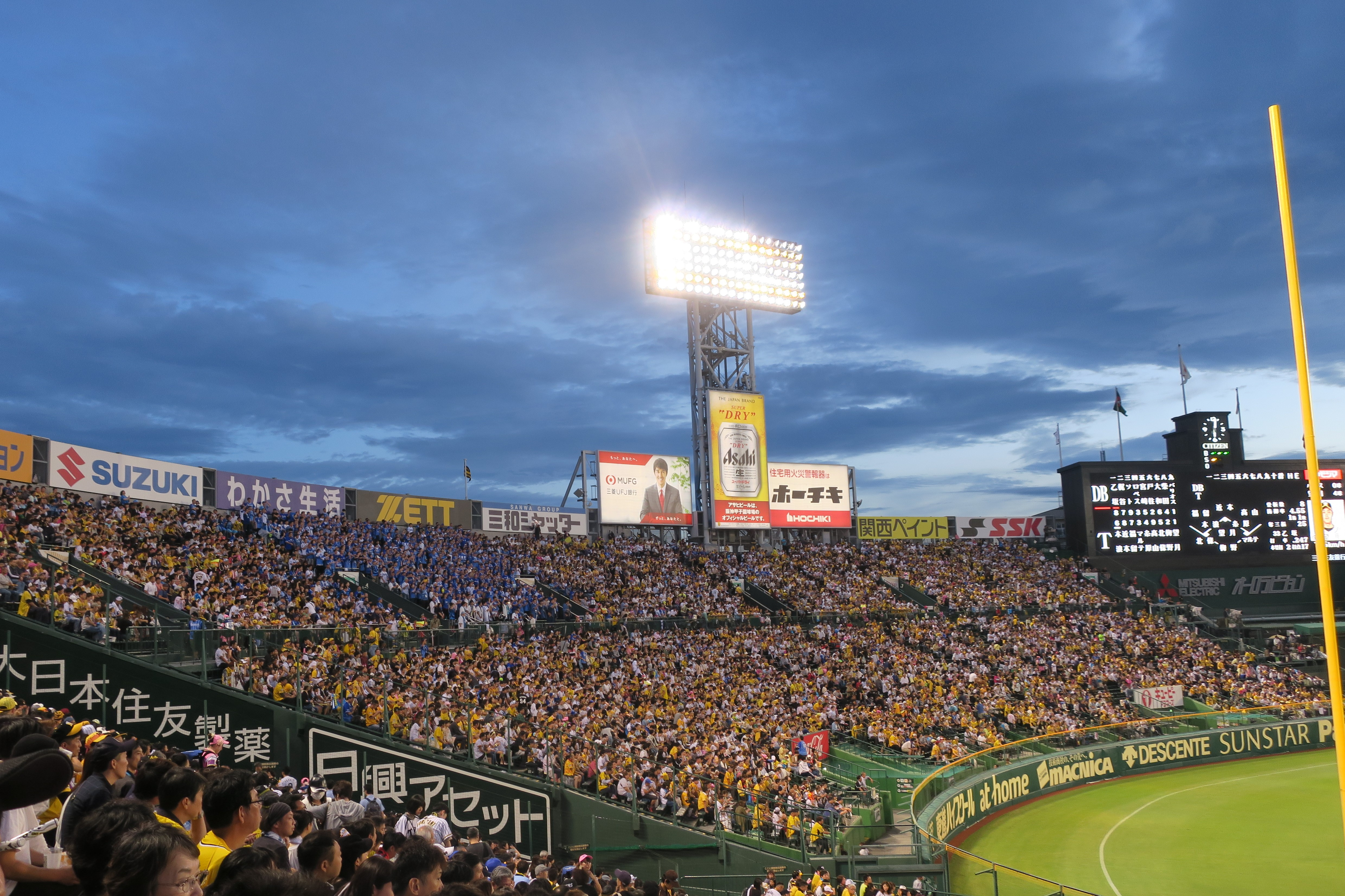
阪神甲子園球場のレフトスタンド（2019年9月22日、阪神タイガース対横浜DeNAベイスターズ）。スタンドの上部2ブロックの青い部分がDeNAファンに確保されたビジター応援席。

ビジター応援席（ビジターおうえんせき）は、日本野球機構（NPB）管轄のプロ野球において、試合を主催する球団の対戦相手（ビジター）のチームのファン（一般にはホームの反対側のベンチ付近の内・外野側=大抵は3塁側と左翼側だが、球団により1塁側と右翼側）が応援するために確保された、野球場の客席エリアのことである。

## 概要
NPBでは外野席に必ず自由席が設定されていたが、東京ドームの読売ジャイアンツ（巨人）戦では一部の私設応援団などによる過剰な席取り行為に苦情が寄せられており、さらに巨人の一部応援団によるショバ屋行為が発覚したため、2003年シーズンよりこの対策として自由席を廃止、全席を指定席とすることになった。これに伴いビジター応援席が導入され、ビジター席では巨人の応援が禁止された。後に中日ドラゴンズや阪神タイガースも、それぞれ本拠地球場のナゴヤドームや阪神甲子園球場で全席指定席とビジター応援席を導入し、その後も自由席であってもビジター応援席を採用する球団が増えている。2015年には臨時、事実上のものを含め全球団が採用するに至っている。早くからビジター席（アウェー席と呼ぶことが多い）を導入しているJリーグでは無人の緩衝帯が設けられていることが多いが、NPBではどの球団も採用していない。
当初は「ホームチームのグッズを身に付いている観客」をビジター応援席入場禁止にしていたが、近年では該当するビジターチーム以外のグッズはどの球団のグッズであっても着用不可とする場合が増加している。

## 各球団の設置状況

### 北海道日本ハムファイターズ（札幌ドーム→エスコンフィールドHOKKAIDO）

#### 現在
2023年からの本拠地であるエスコンフィールドHOKKAIDOではホームビジター共に内野スタンドの3階席が応援エリアとなった。このうち、3塁側内野スタンド3階席の上段2ブロック、下段3ブロックがビジター応援エリアとなっている。
なお、ビジターエリアは対戦相手によって異なり、平日の試合であれば、下段3ブロックのみ割り当てられる一方、阪神戦、土日の巨人戦では3塁側の全エリアである上段9ブロック、下段9ブロックと大幅に拡大されている。

#### 札幌ドーム時代
2008年からライトスタンドの14ブロック中2 - 3ブロックが「ビジター応援自由エリア」とされ、日本ハムの応援が禁止となった。ビジターエリアは日によって違い、3連戦初戦の客入り次第で翌日以降のブロック数が変わったり、週末のロッテ戦などビジターファンの来場が多く予想される場合は4ブロック割り当てられることもある。開幕戦や本拠最終戦、阪神戦、巨人戦などは全席指定席となり（2012年より「プラチナ価格」となる）、「ビジター応援指定席」の名称になる。阪神戦では外野の可動式観客席と固定式観客席の間にある三角形の空間からライトポールまでの9ブロックと大幅に拡大されている。2008年の巨人戦は阪神戦と同様の大きさであったが、翌2009年からは他の球団と大差ないものになった。
ポストシーズンにおいては2006年のプレーオフで先駆けて導入され、ライトスタンド1ブロックの上段の一部に「ビジター応援席」が設定された。

#### 東京ドーム主催ゲーム
東京ドーム主催試合では外野席は全席自由席（2017年よりライトスタンド全席が指定席となる）で設定されていない。
なお、2021年の東京ドーム主催試合ではレフトスタンドの2ブロック2022年の主催試合ではレフトスタンド3ブロックがビジター席となっている。

### 東北楽天ゴールデンイーグルス（楽天モバイルパーク宮城）
2012年シーズンから導入。2011年シーズンまで「外野自由エリア・ライト」として使用されていた部分の外野上段席6ブロックが「ビジター応援エリア」として設定された「1026席」。エリアはチケットの売れ行きによって変化する。2013年からは2,3,4,6ブロックの変動制になった。巨人、阪神戦のみが6ブロックで他のカードは2-4ブロックとなった。2013年のクライマックスシリーズでは、レギュラーシーズンに比べ、ビジター応援席の割り当てが大幅に少ないものとなった。

### 埼玉西武ライオンズ（ベルーナドームほか）

#### 西武ドーム（ベルーナドーム）

##### 2021年以降
外野芝生席が廃止になり、全席座席化になる（立見は除く）。これに伴い、座種が変更になり以下に変更なった。
- 「ライオンズ外野指定席」→【ライオンズ外野指定席A】1053席
- 「ライオンズ外野芝生指定エリアA」→【ライオンズ外野指定席B】1218席
- 「ライオンズ外野芝生指定エリアB」→【ライオンズ外野指定席C】1040席
- 「ビジター外野芝生指定エリア」→【ビジター外野指定席】1063席&【ライトパノラマテラス】140席&【ライトポールシートB】990席

これまでビジター席はライトスタンド全席（一部試合を除く）であったが、ライトスタンドのポールよりがライオンズファンも入れることから通年でビジター席が縮小となった。2024年から観戦ルールが変更され、ビジター外野指定席だけでなく隣接するライトポールシートBにおいてもライオンズファン・ビジターファン混在としながらも立って応援ができる座席となっている。
トラブル防止の観点から、過去にビジターチームに在籍または相手チームに在籍した選手や、当該試合と関係のないチームのグッズ・ユニフォーム・シャツなどについても、ご使用、露出をお断りする場合があるとしている。

##### 2019年 - 2020年
外野席が芝生席エリアを含め、全席指定席化すると同時に、席種がホームのレフト側が「ライオンズ外野芝生指定エリア」「ライオンズ外野指定ベンチ」、ビジターのライト側が「ビジター外野芝生指定エリア」「ビジター外野指定ベンチ」と分けられることになり、初めて、正規のビジター応援席が設けられた。ライオンズグッズの無料配布イベントがある際は、ビジター応援席は配布対象外とされている。
なお、2020年は新型コロナの影響と芝生席ラストイヤーもありビジター席の設置はなく、芝生席は全てライオンズ応援席となった。
原則としてライトスタンド全体がビジター応援席として割り当てられるが、来場者へのライオンズグッズの無料配布がある時など、多数のライオンズファンの来場が見込まれる場合は、ライトスタンドのセンター寄りの約半分に「ライオンズ外野芝生指定エリア（ライト側）」「ライオンズ外野指定ベンチ（ライト側）」が設置され、ビジター応援席はライトスタンドのポール側半分に縮小される。

##### 2018年以前
ビジター応援席という席種ではないが、2009年から外野席は購入時にライト側、レフト側を指定して購入することとなっており、ライトスタンドではライオンズの応援行為は禁止とされていた。レフトスタンドでのビジターチームの応援も禁止されていたことからライト側外野席が事実上のビジター応援席となっていた。2018年はライト外野席の観客にもライオンズグッズの配布が行われていた。ただし、ライトスタンドでの配布グッズ着用は禁じられていた。
ライトスタンド以外の席種が完売状態になった場合、ライトスタンドセンター寄りの約半分をライオンズ応援席とする場合があった。
2008年のクライマックスシリーズではレフト側外野席と三塁側内野席の一部が（2008年までホームベンチは1塁側）、2010年、2012年、2013年、2017年のクライマックスシリーズではライト側外野席と一塁側内野席の一部がそれぞれビジター応援席に、その他がライオンズ応援席に設定された。2017年ではライオンズ応援外野自由席以外のライオンズ応援席でのビジターチームの応援は禁止されていなかったため、ビジターサイドではビジターファンがライオンズ応援席にも見られた。

#### 県営大宮球場
外野席は全席自由席である。応援のルールは上記、2018年以前の西武ドームに準じている。ライトスタンド改修前までは芝生席のスタンドが急傾斜であるために、安全上の観点から内野席の外野寄り部分も外野席の扱いとし、応援団はそこで活動していた。

#### 東京ドーム
2018年4月17日に開催される東京ドームでの主催試合は、ホームのライオンズが一塁側を使用し、座席は全席指定としているが、レフトポール寄りの5ブロックを「ビジター外野応援指定席」に設定している。

### 千葉ロッテマリーンズ（ZOZOマリンスタジアム）
2006年から千葉マリンスタジアムのライトスタンド全体を「ホーム応援席」、レフトスタンド全体を「ビジター応援席」と定めた。これらの席種は自由席のままでありマリーンズファンでライトスタンドが埋まってしまうことが予想される場合は、予めレフトスタンドのセンター寄りの一部に対戦相手のチームのファンを入場させない措置を取り、後からマリーンズファンを入れていくという入場整理が行われる。観戦規定ではマリーンズのユニフォームを着たりグッズを手に持ったりしたままでビジター席を通る事は禁止されている。
2007年からは阪神戦を除きレフトスタンドのセンター寄りも予めホーム応援席として確保されており、当日の観客の入りに応じて境界を調整するようになった。同年のクライマックスシリーズではこのレフトスタンドのセンター寄りが「センター側ホーム外野応援指定席」として販売された。現在では阪神戦や巨人戦、広島戦ではレフト側全席がビジター応援席になっている。また、2025年7月31日に東京ドームで行われる福岡ソフトバンク戦では、レフトスタンド3ブロックをビジター応援指定席とし、残りのレフトスタンド6ブロックをセンターホーム外野応援席（指定席）として販売された。

### 読売ジャイアンツ（東京ドーム）
2003年の東京ドームの自由席廃止に伴って「レフト巨人応援席」と共に「ビジターチーム応援席」として導入された。ビジターチーム応援席では巨人の応援が厳しく禁じられている。チケットにも「巨人の応援はご遠慮下さい。」と明記されており、球場内の掲示も「ホームチームの応援はお止め下さい。」となっている。同様に外野指定席(ライト)やレフト巨人応援席、外野立ち見席(ホーム)、オレンジシートなど巨人側応援席でのビジターチームの応援やグッズ使用・着用も禁止されている。通常のレフト外野指定席にはそのような規制はないほか、立ち見席もこのブロックの後は設定されていない。
2011年まではレフトスタンド9ブロック中2ブロックがビジターチーム応援席、バックスクリーン寄り4ブロックはレフト巨人応援席となっていた。2012年からはそれぞれ拡大されビジターチーム応援席がポール寄り3ブロックに「947席」、レフト巨人応援席はバックスクリーン寄り5ブロックとなり中間の1ブロックにだけ通常の外野指定席が残されている。また「内野ビジターチーム応援席」が新設され、三塁側内野席のポール寄り1ブロックが割り当てられている「235席」。
2011年までの通常のレフト外野指定席は大半がビジターチームのファンで占められることが多く、阪神、広島、西武、ロッテ、ソフトバンク戦などではビジターチーム応援席、通常のレフト外野指定席が早々と売り切れる傾向にある。2012年の変更ではレフト巨人応援席と共にではあるものの、ビジターチーム応援席が拡大された。（内野1ブロック、外野3ブロック＋外野指定1ブロック)

### 東京ヤクルトスワローズ（明治神宮野球場）

#### 2019年以降
基本的にはレフトスタンド全体がビジター席になっている「6978席」（日によって全席指定席）。
公式サイトより開催約2ヶ月前にレフトの一部にスワローズ応援席が設けられる日が発表される。
ただ規則性はなく、阪神戦・平日の一部のナイターゲームには設置されない傾向がある。主にレフト5ブロック（M / N / O / P / Q）「5404席」またはレフト8ブロック（M / N / O / P / Q / R / S / T）「4262席」の設置が主になる。

#### 2016年
チケットがバリュー（安価）、レギュラー、プレミアム（全席指定）の三区分に変更され、あわせてプレミアム価格時に外野席をレフトとライトに分けて販売するようになった。これをもって事実上のビジター応援席が設定される形になる。前年に14年ぶりのセリーグ優勝を果たした影響か、プレミアム価格時にセンターバックスクリーン横の数ブロックをスワローズファン向けに割り当てることがある。

#### 2015年以前
外野自由席のチケットはライト・レフトのどちらにも入場可能で、試合時もバックスクリーン後方の通路を経て自由にライト・レフト間を行き来できる。しかし、通常スワローズファンがレフト側に陣取ることはほとんどないため、レフト側外野席が事実上のビジター応援席となっている。むしろ、週末・祝日やゴールデンウィークの阪神戦、巨人戦、近年の広島戦ではライトスタンドにまで阪神ファンや巨人ファン、広島ファンが陣取ることがある。2015年5月2日、3日の広島戦では、ゴールデンウィークにあたり、多くの来場者が予想されることから、外野自由席をライト、レフトに分けて販売することとなり、相手側の応援は不可とされた。従って期間限定ながら事実上のビジター応援席が設けられることとなった。

### 横浜DeNAベイスターズ（横浜スタジアム）

#### 2018年以降
2018年シーズンより、試合日ごとにチケット料金（5通り）およびビジター応援席の範囲（LOW・MIDDLE・HIGH の3通り）を変動させてチケットを販売するが、ビジター応援席の範囲については、基本的に対戦相手によりLOW とMIDDLE を使い分け、ホーム開幕戦やSTAR☆NIGHT（後述）開催日、クライマックスシリーズなど特定日のみ対戦相手に関わらずHIGH の設定とされている。LOW の試合では、レフトスタンド全てが「ビジター外野指定席」「ビジター応援シート」となる「2525席」（一部の日程を除く阪神戦）。MIDDLE の試合では、レフトスタンドのセンター寄り8ブロックが「ホーム外野指定席」、レフトポール寄り10ブロックが「ビジター外野指定席」「ビジター応援シート」となる「1748席」（巨人戦、広島戦、西武戦を除く交流戦、一部の阪神戦）。HIGH の試合では、レフトスタンドのセンター寄り13ブロックが「ホーム外野指定席」、レフトポール寄り5ブロックが「ビジター外野指定席」「ビジター応援シート」となる「958席」（中日戦、ヤクルト戦、西武戦、STAR☆NIGHT、クライマックスシリーズ、日本シリーズ等）。

#### 2016年 - 2017年
2014年シーズンより一部の試合でのみ設定されていたレフトDB指定席が好評だったこともあり、2016年シーズンは開幕より全ての中日戦、ヤクルト戦において、レフトスタンドのセンター寄り約半分にレフトDB指定席が常設され、レフトポール寄り残り半分の「外野指定席」「外野応援シート」が実質的なビジター応援席という形になった（上記MIDDLE と同様の境界線）。さらにセ・パ交流戦でも、2016年の楽天戦（YOKOHAMA GIRLS☆FESTIVAL 2016 開催試合）、2017年のソフトバンク戦とオリックス戦にて同様の範囲がレフトDB応援席となったほか、2017年のロッテ戦ではレフトDB指定席は設置されなかったもののレフトDB指定席にあたる範囲が少年野球チームの招待席とされたため、結果的にビジター応援席といえる範囲はソフトバンク戦やオリックス戦と同じであった。2017年のシーズン最終カードとなる10月3日、4日の中日戦では、レフトDB指定席がさらに拡大され、上記HIGH と同様にビジター応援席は5ブロックのみとなった。

#### 2013年 - 2015年
ビジター応援席という席種ではないが、2013年シーズンよりライト側・レフト側の両外野スタンドの中央後列には両チームの私設応援団のエリアが設けられており（鳴り物を使った応援はこのエリア内でのみ認められていると見られる）、その周辺に「外野応援シート」が設けられた。それと同時に外野席全体は全席が指定席となった。

#### YOKOHAMA STAR☆NIGHT
当イベントは2012年から毎年夏に三日間開催され、2013年からは来場者に特別ユニフォームが配布される横浜DeNAベイスターズの一大イベントである。2014年の対ヤクルト三連戦において初めて、レフトスタンドのセンター寄り約半分にベイスターズの応援席が設定されて、レフトポール寄り残り半分は「レフト外野指定席」（両チーム応援可能）「レフトビジター応援シート」「レフトビジター指定席」という名称で販売され、一時的にビジター応援席が設けられた。翌2015年シーズンからは、同イベントおよび、子どもを対象とした「キッズ YOKOHAMA STAR☆NIGHT」（2016年 - ）の開催試合では、ベイスターズの応援席がセンター寄り13ブロックに広がったため、レフトポール寄り5ブロックのみが「レフトビジター応援シート」「レフトビジター指定席」とされた。また、観客動員の増加によりライトスタンド（ベイスターズ側）チケットの早期完売が続いたことに伴い、2014年シーズンの本拠地最終戦や2015年7月、9月の中日戦では、STAR☆NIGHT 以外であってもレフトスタンドの半分がDB応援席、残り半分がビジター応援席となった。

#### 2012年以前
外野自由席が左中間・右中間にある外野指定席を挟む形で存在していた。ライト側かレフト側の区別があり、入場時にはライト側とレフト側で異なる入口を使用し、スコアボード裏にある連絡通路が一般客の行き来は禁止されている（ただし、前述のレフトDB指定席が設けられた際には、当該連絡通路が利用されている）などの理由で、ベイスターズファンがレフト側に陣取ることはほとんどなかったため、レフト側外野席が事実上のビジター応援席となっていたが、チームが優勝争いをしていた1998年シーズンには、ライト側のチケットを入手できなかったベイスターズファンがレフト側にも多く入場していたほか、同年の西武との日本シリーズにおいてもレフト側の８割程度をベイスターズファンが埋めるという状況が見られた。

### 中日ドラゴンズ（バンテリンドーム ナゴヤ）
2006年より設定されているが、ビジター応援席以外のレフト側の応援席は「レフト外野応援席」として販売されているが、シーズン終盤の阪神戦や巨人戦等一部を除き、ほとんど中日ファンで埋まる。

#### 2017年以降
2017年からチケットが試合に応じて「バリュー、スタンダード、プレミアム」の3段階に分けられるようになり、基本的にレフトポール側下段6ブロックと上段5ブロックがビジター応援席「1464席」となる他、内野3塁側のレフトポール際1ブロック「174席」をビジター内野応援席として販売するようになった。また、「プレミアム」該当試合のヤクルト戦、DeNA戦、日本ハム戦、楽天戦、ロッテ戦、オリックス戦、ソフトバンク戦は2016年までと同様、上下段3ブロック「760席」のみの設定で、内野ビジター応援席も設定されない。

#### 2006年 - 2016年
2006年よりナゴヤドームのレフトスタンド2階席下段14ブロック中2ブロックと上段15ブロック中3ブロック（合計約720席）が「ビジター外野応援席」として割り当てられるようになった。2007年ではエリアが変更され、下段の指定がなくなった代わりに上段4ブロック（約630席）がビジター外野応援となった。2013年からは巨人戦・阪神戦・広島戦・ロッテ戦が2ブロック拡張された。
2014年より新たに「ドラゴンズ外野応援席（レフト）」がバックスクリーン寄り上下段4ブロック新設に伴い、「ビジター外野応援席」がレフトポール寄り上下段3ブロックに変更された。尚、巨人戦・阪神戦・広島戦・ロッテ戦は上段3ブロックと下段2ブロック拡張される。参考

### 阪神タイガース（阪神甲子園球場・京セラドーム大阪ほか）
2006年に阪神甲子園球場で最初に設定されて以来、多くの主催球場で導入されている。ただし当初は他の球団と異なり阪神の応援に関して制限せず両者混在可能の席としたため、通常のレフト外野指定席が先に売り切れれば阪神ファンが存在することが当たり前の状況となっていた。球団側は範囲を毎年変更して対応していたが、不評を受けて2012年からは阪神の応援行為が禁止されることになり、名称も「レフトビジター専用応援席」に変更されている。これまで通り阪神ファンが入らないように、球場以外の窓口で販売しないなど購入方法を限定している。なお阪神グッズに限らず、ビジターチーム以外の10球団のグッズの持込も禁止されている（例：巨人戦で中日のグッズを専用応援席へ持ち込む）。ちなみに、阪神甲子園球場、京セラドーム大阪ともにライト側は2022年より全席とも、前年度の公式戦試合中に起きたトラブルを受けて「阪神タイガース専用応援席」としている。

#### 阪神甲子園球場
全席指定席となった2006年より「レフトビジター応援席」が設定されている。

##### 全面改修前
導入初年度となった2006年のビジター応援席は上段1ブロックがレフトビジター応援席が設定された。また、巨人戦と前年の日本シリーズでロッテファンが上段全ブロックを占めた事も受けたロッテ戦は下段1ブロックと上段1ブロック拡大し、上段2ブロック下段1ブロックがビジター応援席であった。
さらに、2008年には中日戦と広島戦が上段2ブロックに拡大された。

##### 全面改修後
リニューアル工事で上下段ともに通路が増え、ブロック数が増加した他、ビジター応援席は左中間からポールに近い方に寄った。
2009年は巨人・ロッテ戦が上下段3ブロック、ソフトバンク・広島・中日戦が上段3ブロック、その他が上段2ブロックと設定された。
2010年には、ロッテ戦が上段3ブロックに、中日戦が上段2ブロックに縮小されたが、オリックス戦が上段3ブロックに拡大された。
2011年からはロッテ戦が再び上下段3ブロックに拡大。
レフトビジター専用応援席となった2012年には巨人・中日・広島・ソフトバンク・ロッテ・オリックス戦を除き上段1ブロックに縮小された。
2013年、広島・ソフトバンク戦が上段4ブロックに拡大。ヤクルト、DeNA、日本ハム戦が上段2ブロックに拡大。
しかし、2014年にはヤクルト戦が上段1ブロックに縮小された。
また、これまでビジター応援席は声援が届きにくい甲子園の上段ブロックの上、両者混在可能の席としたことは多くの批判を受け、ビジター応援席が満員のため、通常のレフト指定席で声援を送る光景も見られ、またポール寄りに企業向けの招待券があるため完全な振り分けができていなかった。
しかし、2015年から巨人戦はポール側上段4ブロック下段3ブロックに拡大し上下段ともにポール際に設定されることになったほか、広島戦もポール側上段5ブロックに拡大し上段のみポール際（のちに上下段ともに）はポール寄りまで全てビジター席となるように設定されていた。
2016年には西武戦、ヤクルト戦が再び上段2ブロックに拡大された。
2017年には日本ハム戦が上段3ブロックに拡大、広島戦は巨人戦同様上段4ブロック下段3ブロックにまで拡大された。
2018年は、DeNA戦、中日戦が上段3ブロックに拡大。
2020年は新型コロナウイルスの影響により、ビジター応援席は設けなかった。
2021年からは、ビジター応援席の設置が上段のみとなった。巨人、広島、ロッテ、ソフトバンク戦が上段3ブロック、ヤクルト、DeNA、中日、日本ハム、西武、オリックス戦が上段2ブロック、楽天戦が上段1ブロックという内訳になっている。
阪神甲子園球場における球団別のビジター応援席の範囲は以下のようになっている。
「対戦がないものは2024年のもの」
| 球団                                             | A（約360席） | B（約375席） | C（約423席） | D（約433席） | E（約397席） |
| ------------------------------------------------ | ------------ | ------------ | ------------ | ------------ | ------------ |
| 巨人・広島・ロッテ・ソフトバンク                 | ×            | ×            | 〇           | 〇           | 〇           |
| ヤクルト・DeNA・中日・日本ハム・西武・オリックス | 〇           | 〇           | ×            | ×            | ×            |
| 楽天                                             | ×            | 〇           | ×            | ×            | ×            |

##### ポストシーズン
クライマックスシリーズ・日本シリーズはレギュラーシーズンと同じ範囲としているが、2014年ファーストステージの広島戦では前年のクライマックスシリーズで、広島ファンがレフトスタンドの大半を占めたことを受け、ほぼ倍の上段5ブロック及び下段4ブロック（約3227席）に設定されたほか、2017年と2024年ファーストステージのDeNA戦ではレギュラーシーズンより1ブロック多いレフト上段3ブロックに設定された。2023年のファイナルステージの広島戦は上段2ブロックに設定された。

#### 京セラドーム大阪
2007年には京セラドーム大阪でもレフト上段席の一部に「上段レフト外野ビジター応援席」として設置されている「661席」。上段レフトビジター専用応援席とされているが、ポール際の通常の内野席までビジター応援席として指定されている。甲子園同様、声援が届きにくい京セラドームの上段席にある上、両者混在可能の席としたことは多くの批判を受けた。「専用応援席」になってからも指定範囲の変更が行われており、2013年の広島戦では通常のほぼ倍となる上段レフトの半分程度、2014年から2019年までの広島戦は上段全てがビジター応援席となった。

#### ほっともっとフィールド神戸、倉敷マスカットスタジアム
倉敷マスカットスタジアムでは上段2ブロックが、ほっともっとフィールド神戸ではポール際2ブロックが、それぞれビジター応援席として設定されている。このように地方開催でも2007年ごろから設けられるようになっている。但し、ほっともっとフィールド神戸では2013年以降開催が見送られている。

### オリックス・バファローズ（京セラドーム大阪・ほっともっとフィールド神戸）
京セラドーム大阪主催試合では、阪神戦、巨人戦、近年の広島戦を除いて、ライト・レフトおよび上下段の区分がない外野自由席となっており、基本的にビジターファンは私設応援団が陣取る下段レフト外野席に集まるが、2016年から休日の試合ではオリックス応援団が陣取るライト下段が指定席化され、2015年に導入された特定試合の下段席全席指定も継続されることとなった。2015年の特定試合ではレフト上段がビジター応援エリアとなっていたが、2016年からは全試合でレフト下段がビジター応援エリアとなる。2016年からはライト下段でのビジターチームの応援が禁止される。2014年のクライマックスシリーズではレフト下段のセンター寄りにBs応援外野レフト指定席が設置され、残りのレフト下段をビジター応援席とした。
2016年からはほっともっとフィールド神戸での主催試合でも休日の試合と、特定試合ではライトの大半が指定席となる。ほっともっとフィールド神戸でもライトスタンドでは指定席、レフトスタンド全域がビジター応援エリアとなる。
しかし、導入当初は指定席導入の混乱からか指定席は空席が目立つ一方、自由席に多くのオリックスファンが詰めかけレフトスタンドのセンター寄りがオリックスファンで埋まる試合も見られた。

### 広島東洋カープ（MAZDA Zoom-Zoom スタジアム広島）
2009年からMAZDA Zoom-Zoom スタジアム広島に移転されるに当たり、三塁側外野（通常の球場では内野席の部分）2階席が「ビジターパフォーマンス」（指定席）として割り当てられるようになった。死角が多くなりやすい設置場所に考慮して設計案ではライトにある「カープパフォーマンス」よりも小さく、後方及び下方に位置するものになる予定であったが、同規模にまで大きくなり位置が変更された影響でレフトが見渡しにくい席が多くなっている。
2015年5月16日のDeNA戦では通常のビジターパフォーマンス席1648席のうち1300席をカープファン向けとし、他地域からの招待イベントを行った。このイベントの発表前にチケット販売が開始されていたが、この試合のビジターパフォーマンス席だけが販売されず、イベント発表後に販売が開始されている。
2015年頃から人気選手の復帰やチーム成績の向上などの要因が重なり観客動員が増加する中で、ヤクルト・DeNA・中日戦などでは平日の試合を中心にビジターパフォーマンス以外のチケットが完売となる事例が目立つようになった。カープファンの中にはビジターパフォーマンスのチケットを取ってコンコースで立ち見観戦する者もおり、コンコースの混雑を引き起こしていた。この背景を受けて、2018年シーズンからヤクルト・DeNA・中日戦においては、ビジターパフォーマンス席をレフトポール寄りの上段3ブロック・下段1ブロックに縮小し、残りのブロックを両チームの応援が可能な「三塁側パフォーマンス席」として販売するようになった。加えて2019年シーズンにはオリックス戦でも三塁側パフォーマンス席が設定された。2025年は阪神戦は全開放「1648席」、巨人戦は上段5ブロック下段3ブロック「1206席」、ソフトバンク戦は上段4ブロック下段2ブロック「931席」、緑の大燕会を除いたヤクルト、DeNA、中日、楽天、西武戦は上段3ブロック下段1ブロック「616席」になった 。
例外として、2018年4月18日のヤクルト戦では、広島・ヤクルト両球団共同の企画として、この年より三塁側パフォーマンスとして販売されているエリアも前年までと同様にビジターパフォーマンスとして販売した上、ビジターパフォーマンスの入場者へヤクルトの応援ユニフォームの配布を行った。当企画は好評を受けて翌年以降も継続されている。

### 福岡ソフトバンクホークス（みずほPayPayドーム福岡・鷹の祭典の地方開催）
福岡PayPayドームの試合において2009年（当時の球場名は「福岡Yahoo!JAPANドーム」）から導入。それまでは、レフトスタンドでホークス応援の自粛を求める事はないが、対戦カードによっては入場時にホークスファンをあらかじめバックスクリーン側に誘導していた。
2009年からは平日（混雑が予想される指定日のぞく）と土・日・祝日で対応を分けるようになった。外野席全体を平日は自由席、土・日・祝日は指定席とし、レフトスタンドのポール側一部にビジター席を設けることになっていて、そのエリアではホークスの応援のみならずユニフォームなどホークスグッズの着用・持ち込みも禁止となっている。平日は基本的に全自由席であるが、ビジター席は専用のチケットが必要になる。また、ビジターチケットを持っているホークスファンは、前述の通り一切のホークスの応援をする事が出来ないため、平日であれば外野立ち見席を利用できる。ビジター席のエリアは対戦カード毎にある程度固定されているが、完全に固定されている訳ではなく、日によって増減がある。ビジター席に入りきれなかったビジターファンは通常のレフトスタンドの席でビジターチームの応援をする事も見られる。立ち見は平日においては区別が無いが、土・日・祝日はビジターの区分がある。
鷹の祭典のレプリカユニフォーム配布を初めとするホークスグッズの入場者全員プレゼントは、2014年まではビジター席の観客のみ、球場から帰る時に配布しており、試合中スタンドに持ち込めないようにしていたが、同年の鷹の祭典にて他席種を購入できなかったホークスファンが無償配布のユニフォーム欲しさにビジター応援席を購入し、ビジター席に座ったため、本来ビジター席を購入すべきビジターチームのファンがチケットを買えない問題が発生したとされる。これに関連するかは不明だが、翌2015年からはホークスグッズの入場者全員プレゼントはビジター応援席のみ配布対象外となったが、試合によっては代わりにビジターチームのグッズを配布することもある。
平日から除外される指定日は開幕戦や阪神戦、巨人戦、鷹の祭典のイベント日に指定された試合となっている。
2012年からはレフトポール側の一部にビジター側の応援団専用エリアが設置された事に伴い、ビジター席の割当エリアが変更された。これまでは阪神・巨人・広島・ロッテ戦にしか設定がなかった、下段スタンドにもビジター応援席が設定された（下段席の設定はない場合もある）。
2025年時点では、ロッテ戦は下段2 - 3・上段2 - 4、西武・オリックス・日本ハム戦は下段0 - 2・上段2 - 3、楽天戦は上段1 - 3、ヤクルト・DeNA戦は下段0 - 3・上段2 - 4、阪神戦は下段3 - 6・上段3 - 6、巨人・広島戦は下段2 - 6・上段2 - 6、中日戦は下段0 - 3・上段2 - 3席がビジター応援席になる。
| 球団                       | 下段  | 上段  |
| -------------------------- | ----- | ----- |
| ロッテ                     | 2 - 3 | 2 - 4 |
| 西武、オリックス、日本ハム | 0 - 2 | 2 - 3 |
| 楽天                       | －    | 1 - 3 |
| ヤクルト、DeNA             | 0 - 3 | 2 - 4 |
| 阪神                       | 3 - 6 | 3 - 6 |
| 巨人、広島                 | 2 - 6 | 2 - 6 |
| 中日                       | 0 - 3 | 2 - 3 |

福岡ヤフオク!ドーム以外の球場での地方開催では設定されていなかったが、2012年以降に鷹の祭典として開催される試合では設定されている。東京ドームはレフトスタンド9ブロック中ポール寄り2ブロック、京セラドーム大阪はポール寄り下段2ブロック、北九州市民球場ではレフトスタンドポール寄り上下段2ブロックに設定されている。

## 日本選手権シリーズ
2003年のシリーズから「外野ビジター応援指定席」が設定されるようになった。未採用である球場においても2022年に至るまで設定されており、クライマックスシリーズ開始後は出場球団の決まる前に行う先行抽選販売では受付をせず、出場球団の決まった後の一般発売から発売を行っている。指定範囲は基本的にレギュラーシーズンのものと大差ないものとなるが、東京ドームのレフト巨人応援席は採用されていなかった。しかし2019年のシリーズではレフト側にビジターチームの応援が禁止される外野指定席が設定されており、事実上のレフト巨人応援席が設定されている。